# Cratere Nušl
Nušl è un cratere lunare di 60,58 km situato nella parte nord-occidentale della faccia nascosta della Luna.